# Eiernockerl
Eiernockerl (en plural, Eiernockerln; en català, boles de pasta d'ou) és un plat molt popular de la cuina vienesa fet amb ous i farina.

## Ingredients i variants
Els principals ingredients dels Eiernockerln són farina, ous, llet, mantega; s'especia amb sal, pebre i nou moscada; i s'adorna amb cibulet. Se solen servir acompanyats d'un plat d'amanida.
Algunes variants són el Krautspatzen, que té xucrut rostit en mantega; els Apfelspatzen, amb pomes i els Erdäpfelspatzen, amb patates pelades. Una variant dolça són els Salzburger Nockerln (nockerlns de Salzburg), que segons una llegenda van ser inventats per Salome Alt, amant del Príncep-Arquebisbe de Salzburg, Wolf Dietrich von Raitenau, i que representarien les muntanyes nevades dels voltants de Salzburg.

## Presumpta vinculació amb Hitler
El 1997, Wolfgang Fröhlich, negacionista de l'Holocaust i membre del Partit de la Llibertat d'Àustria, va afirmar que la menja preferida d'Adolf Hitler era els Eiernockerln. Alguns restaurants austríacs van començar a promocionar el plat com l'especial del dia el 20 d'abril, l'aniversari de Hitler. En la mateixa línia, molts neofeixistes van decidir de celebrar l'efemèride menjant Eiernockerl i difonent-lo a les xarxes socials sense explicitar el missatge polític que comporta, és a dir, venent-ho com un esdeveniment merament culinari.
El 2021, hi va haver una denúncia contra la cantina de la caserna de la policia de la Marokkanergasse de Viena per comerciar-ne en aquestes circumstàncies. A banda, un agent de policia de Burgenland que n'havia publicat una foto a Facebook el 20 d'abril de l'any anterior va ser condemnat a una pena de presó condicional i una multa pel Tribunal Regional d'Eisenstadt en virtut de la Llei de prohibició de 1947.
L'al·legació que hi vincula Hitler no ha estat corroborada pels historiadors, tot i que Hitler sí que es delia pel Leberknödel, que s'hi assembla. Independentment que creença infundada s'hagi estès en l'imaginari col·lectiu del país, els restaurants serveixen Eiernockerl tot l'any amb normalitat.